# HR 5183 b
HR 5183 B는 처녀자리에 위치한 외계 행성이다. 2019년에 새로이 발견된 행성이다.

## 설명
HR 5183 B는 지구에서 103 광년 떨어진 곳에 위치하고 있으며 초장주기 행성이자 가스 행성에 속한다. 모항성인 HR 5183을 공전하는데 100년 이상이 소요되고 타원궤도 가스행성에 속한다. 모항성과 멀리 떨어져 있을 때는 행성의 온도가 매우 낮으며 태양계에서 가장 먼 거리에서 태양을 공전하는 해왕성이나 명왕성보다도 먼 거리에 위치한다. 다만 HR 5183 B는 타원궤도로 모항성을 공전하기 때문에 이로 인하여 모항성과 가까이 접근할 때는 온도가 급격히 높아지는 현상이 발생하기도 한다. 하지만 HR 5183 B는 모항성과 가까이 접근한 경우에는 공전 속도가 빨라지기 때문에 온도가 높은 시간이 극히 짧으며 모항성과 먼 곳에 위치하고 있는 시간이 대부분이다. 행성의 크기는 목성보다 3배 큰 크기를 가지고 있어 크기가 큰 행성에 속하기도 한다.

## 같이 보기
- 가스 행성
- 초장주기 행성
- 타원궤도 가스행성
- 처녀자리